# Championnat d'Union soviétique de football 1952
Navigation
Saison 1951 Saison 1953
La saison 1952 de Klass A est la 14e édition du championnat de première division en Union soviétique. Quinze clubs sont regroupés au sein d'une poule unique où ils se rencontrent une seule fois dans la saison. En fin de saison, pour faire passer le championnat de 15 à 11 équipes, les 5 derniers du classement sont relégués et le meilleur club de deuxième division est promu.
C'est le club du Spartak Moscou qui remporte le championnat après avoir terminé en tête du classement final avec 3 points d'avance sur un duo composé du Dynamo Kiev et du Dynamo Moscou. Il s'agit du 4e titre de champion d'Union soviétique de l'histoire du club, qui manque le doublé en s'inclinant en finale de la Coupe d'URSS face au Torpedo Moscou.
Le tenant du titre, le CDSA Moscou, est contraint de déclarer forfait en cours de championnat tandis que tous ses résultats sont annulés. En effet, le régime communiste décide de dissoudre le club à la suite des mauvais résultats obtenus par l'équipe soviétique lors du tournoi olympique de football des Jeux de 1952 à Helsinki, qui se fait éliminer au premier tour avec de nombreux joueurs du CDSA. Le club ne réintègre le championnat qu'à partir de 1954.

## Clubs participants
- Promu de deuxième division

| Club                             | Présent depuis | Classement 1951 | Entraîneur                                                                                    |
| -------------------------------- | -------------- | --------------- | --------------------------------------------------------------------------------------------- |
| CDSA Moscou (jusqu'en août 1952) | 1936           | 1er             | Boris Arkadiev (jusqu'en août 1952)                                                           |
| Dinamo Tbilissi                  | 1936           | 2e              | Mikhail Yakushin                                                                              |
| Chakhtior Stalino                | 1949           | 3e              | Konstantin Kvachnine (en)                                                                     |
| Krylia Sovetov Kouïbychev        | 1946           | 4e              | Aleksandr Abramov (ru)                                                                        |
| Dinamo Moscou                    | 1936           | 5e              | Mikhaïl Semitchastny                                                                          |
| Spartak Moscou                   | 1936           | 6e              | Vassili Sokolov                                                                               |
| Zénith Léningrad                 | 1938           | 7e              | Vladimir Lemechev (en)                                                                        |
| Dynamo Kiev                      | 1936           | 8e              | Oleg Ochenkov                                                                                 |
| Dinamo Léningrad                 | 1936           | 9e              | Mikhaïl Boutoussov (en)                                                                       |
| VVS Moscou                       | 1947           | 10e             | Vsevolod Bobrov                                                                               |
| Daugava Riga                     | 1949           | 11e             | Ievgueni Ieliseïev                                                                            |
| Torpedo Moscou                   | 1938           | 12e             | Viktor Maslov                                                                                 |
| SK Kalinine (en)                 | 1952           | 1er (D2)        | Inconnu                                                                                       |
| Dinamo Minsk                     | 1952           | 2e (D2)         | Ievgueni Fokine (en) (jusqu'en septembre 1952) Mikhaïl Bozenenkov (ru) (après septembre 1952) |
| Lokomotiv Moscou                 | 1952           | 3e (D2)         | Gavriil Kachalin (jusqu'en septembre 1952) Boris Arkadiev (après septembre 1952)              |

## Compétition

### Classement
Le barème de points servant à établir le classement se décompose ainsi :
- Victoire : 2 points
- Match nul : 1 point
- Défaite : 0 point